# Torneio Pré-Olímpico de Voleibol Feminino de 2012 - América do Sul
O Torneio Pré-Olímpico de Voleibol Feminino da América do Sul de 2012 foi a competição qualificatória para os Jogos Olímpicos de Verão de 2012, é a primeira edição desta competição disputada em São Carlos (São Paulo) no Brasil entre países do referido continente, no período de 9 a 13 de maio.O campeão deste torneio obteve a qualificação para os referidos jogos olímpicos, o segundo colocado obteve uma nova chance classificando-se para o Pré-Olímpico Mundial I.

## Pré-Olímpico Sul-Americano

#### Grupo A
- Local: Ginásio Milton Olaio Filho, Brasil

|     |          |     | Jogos | Jogos | Jogos | Resultados | Resultados | Resultados | Resultados | Resultados | Resultados | Sets | Sets | Sets  | Pontos | Pontos | Pontos |
| Pos | Equipe   | Pts | T     | V     | D     | 3–0        | 3–1        | 3–2        | 2–3        | 1–3        | 0–3        | V    | P    | R     | V      | P      | R      |
| --- | -------- | --- | ----- | ----- | ----- | ---------- | ---------- | ---------- | ---------- | ---------- | ---------- | ---- | ---- | ----- | ------ | ------ | ------ |
| 1   | Brasil   | 6   | 2     | 2     | 0     | 2          | 0          | 0          | 0          | 0          | 0          | 6    | 0    | MAX   | 150    | 71     | 2.113  |
| 2   | Colômbia | 3   | 2     | 1     | 1     | 1          | 0          | 0          | 0          | 0          | 1          | 3    | 3    | 1,000 | 123    | 124    | 0.992  |
| 3   | Uruguai  | 0   | 2     | 0     | 2     | 0          | 0          | 0          | 0          | 0          | 2          | 0    | 6    | 0,000 | 77     | 150    | 0.513  |

Resultados
| Data   | Hora  |             | Placar |          | Set 1 | Set 2 | Set 3 | Set 4 | Set 5 | Total | Relatório |
| ------ | ----- | ----------- | ------ | -------- | ----- | ----- | ----- | ----- | ----- | ----- | --------- |
| 9 mai  | 19:45 | 'Brasil '   | 3–0    | Uruguai  | 25–4  | 25–12 | 25–7  |       |       | 75–23 | 75–23     |
| 10 mai | 18:00 | 'Brasil '   | 3–0    | Colômbia | 25–11 | 25–18 | 25–19 |       |       | 75–48 | 75–48     |
| 11 mai | 19:30 | 'Colômbia ' | 3–0    | Uruguai  | 25–21 | 25–14 | 25–19 |       |       | 75–54 | 75–54     |

#### Grupo B
- Local: Ginásio Milton Olaio Filho, Brasil

|     |           |     | Jogos | Jogos | Jogos | Resultados | Resultados | Resultados | Resultados | Resultados | Resultados | Sets | Sets | Sets  | Pontos | Pontos | Pontos |
| Pos | Equipe    | Pts | T     | V     | D     | 3–0        | 3–1        | 3–2        | 2–3        | 1–3        | 0–3        | V    | P    | R     | V      | P      | R      |
| --- | --------- | --- | ----- | ----- | ----- | ---------- | ---------- | ---------- | ---------- | ---------- | ---------- | ---- | ---- | ----- | ------ | ------ | ------ |
| 1   | Peru      | 9   | 3     | 3     | 0     | 2          | 1          | 0          | 0          | 0          | 0          | 9    | 1    | 9,000 | 247    | 153    | 1.614  |
| 2   | Venezuela | 6   | 3     | 2     | 1     | 1          | 1          | 0          | 0          | 1          | 0          | 7    | 4    | 1.750 | 238    | 230    | 1.035  |
| 3   | Argentina | 3   | 3     | 1     | 2     | 1          | 0          | 0          | 0          | 1          | 1          | 4    | 6    | 0.667 | 213    | 195    | 1.092  |
| 4   | Chile     | 0   | 4     | 0     | 4     | 0          | 0          | 0          | 0          | 1          | 3          | 1    | 12   | 0.083 | 105    | 225    | 0.467  |

Resultados
| Data   | Hora  |              | Placar |           | Set 1 | Set 2 | Set 3 | Set 4 | Set 5 | Total | Relatório |
| ------ | ----- | ------------ | ------ | --------- | ----- | ----- | ----- | ----- | ----- | ----- | --------- |
| 9 mai  | 14:30 | 'Peru '      | 3–0    | Chile     | 25–14 | 25–11 | 25–6  |       |       | 75–31 | 75–31     |
| 9 mai  | 17:00 | 'Venezuela ' | 3–1    | Argentina | 19–25 | 25–20 | 25–17 | 25–23 |       | 94–85 | 94–85     |
| 10 mai | 13:00 | 'Peru '      | 3–1    | Venezuela | 25–15 | 25–16 | 22–25 | 25–13 |       | 97–69 | 97–69     |
| 10 mai | 15:30 | 'Argentina ' | 3–0    | Chile     | 25–11 | 25–6  | 25–9  |       |       | 75–26 | 75–26     |
| 11 mai | 14:30 | 'Venezuela ' | 3–0    | Chile     | 25–11 | 25–15 | 25–22 |       |       | 75–48 | 75–48     |
| 11 mai | 17:00 | 'Peru '      | 3–0    | Argentina | 25–17 | 25–15 | 25–21 |       |       | 75–53 | 75–53     |

### Semifinais
Resultados
| Data   | Hora  |           | Placar |           | Set 1 | Set 2 | Set 3 | Set 4 | Set 5 | Total  | Relatório |
| ------ | ----- | --------- | ------ | --------- | ----- | ----- | ----- | ----- | ----- | ------ | --------- |
| 12 mai | 13:30 | 'Peru '   | 3–2    | Colômbia  | 25–19 | 15–25 | 22–25 | 25-11 | 17-15 | 104–69 | 104–95    |
| 12 mai | 16:00 | 'Brasil ' | 3–0    | Venezuela | 25–14 | 25–15 | 25–23 |       |       | 75–52  | 75–52     |

### Terceiro lugar
Resultados
| Data   | Hora  |              | Placar |          | Set 1 | Set 2 | Set 3 | Set 4 | Set 5 | Total  | Relatório |
| ------ | ----- | ------------ | ------ | -------- | ----- | ----- | ----- | ----- | ----- | ------ | --------- |
| 13 mai | 16:00 | 'Venezuela ' | 3–2    | Colômbia | 18–25 | 25–20 | 20–25 | 26-24 | 15-13 | 104–70 | 104–107   |

### Final
Resultados
| Data   | Hora  |           | Placar |      | Set 1 | Set 2 | Set 3 | Set 4 | Set 5 | Total | Relatório |
| ------ | ----- | --------- | ------ | ---- | ----- | ----- | ----- | ----- | ----- | ----- | --------- |
| 12 mai | 16:00 | 'Brasil ' | 3–0    | Peru | 25–12 | 25–16 | 25–9  |       |       | 75–37 | 75–37     |

### Classificação final
| Rank | Team      |
| ---- | --------- |
| 1    | Brasil    |
| 2    | Peru      |
| 3    | Colômbia  |
| 4    | Venezuela |
| 5    | Argentina |
| 5    | Uruguai   |
| 6    | Chile     |

### Prêmios individuais
| MVP (Most Valuable Player) | Fernanda Garay     | Brasil    |
| Maior Pontuadora           | Madelaynne Montaño | Colômbia  |
| Melhor Atacante            | Fernanda Garay     | Brasil    |
| Melhor Bloqueadora         | Thaísa Menezes     | Brasil    |
| Melhor Sacadora            | Erika Jorajuria    | Uruguai   |
| Melhor Defensora           | Elena Berroterran  | Venezuela |
| Melhor Levantadora         | Fabíola de Souza   | Brasil    |
| Melhor Receptora           | Lucia Gaido        | Argentina |